# 楢橋進
楢橋 進（ならはし すすむ、1934年6月3日 - 1990年1月11日）は、昭和期の政治家。元運輸大臣、元衆議院議員の楢橋渡は実父。

## 来歴・人物
福岡県久留米市に生まれる。慶應義塾大学経済学部卒業後、三井物産勤務を経て、父・楢橋渡秘書。1973年に父・渡が死去し、父と荒木万寿夫の死去に伴う空席を埋める衆議院議員補欠選挙（福岡3区）に自民党公認で出馬。当選を果たし以降衆議院議員を4期務め、中曽根派に属した。この間、第2次大平内閣で運輸政務次官・第1次中曽根内閣で農林水産政務次官に就任している。
1983年総選挙では保守乱立の煽りから次々点で落選。返り咲きを目指した1986年総選挙では党の公認を得られず、日本共産党の公認候補の得票をも下回った法定得票数にも満たない惨敗に終わった。
1990年1月11日死去。享年55。